# 17 tháng 12
Ngày 17 tháng 12 là ngày thứ 351 (352 trong năm nhuận) trong lịch Gregory. Còn 14 ngày trong năm.

## Sự kiện
- 1538 – Giáo hoàng Phaolô III rút phép thông công Quốc vương Henry VIII của Anh.
- 1577 – Francis Drake bắt đầu đi thuyền từ Plymouth, Anh trong một sứ mệnh bí mật nhằm khám phá vùng bờ biển Thái Bình Dương của châu Mỹ cho Nữ vương Elizabeth I của Anh.
- 1637 – Một số nông dân là tín hữu Ki-tô giáo ở Nhật Bản bắt đầu tiến hành cuộc khởi nghĩa Shimabara.
- 1777 – Pháp chính thức công nhận Hoa Kỳ.
- 1807 – Napoleon Bonaparte ban chiếu chỉ Milan, xác nhận Hệ thống phong tỏa Lục địa.
- 1819 – Simón Bolívar tuyên bố nền độc lập của Đại Colombia tại Angostura thuộc Venezuela ngày nay.
- 1862 – Nội chiến Hoa Kỳ: Tướng Ulysses Simpson Grant ra sắc lệnh trục xuất người Do Thái ra khỏi nhiều nơi ở Tennessee, Mississippi, và Kentucky.
- 1865 – Giao hưởng số 8 của Franz Schubert được trình diễn lần đầu tiên.
- 1892 – Tạp chí Vogue được phát hành lần đầu tiên.
- 1935 – Máy bay chở khách Douglas DC-3 có chuyến bay đầu tiên.
- 1938 – Nhà hóa học người Đức Otto Hahn khám phá ra phản ứng phân hạch hạt nhân của nguyên tố urani nặng, nền tảng khoa học và kỹ thuật của năng lượng hạt nhân.
- 1947 – Máy bay ném bom chiến lược Boeing B-47 Stratojet tiến hành chuyến bay đầu tiên.
- 1969 – Không quân Hoa Kỳ kết thúc chương trình nghiên cứu của mình về vật thể bay không xác định.
- 2010 – Người bán hàng dạo Mohamed Bouazizi tự thiêu, hành động này khởi nguồn cho Cách mạng Tunisia.

## Sinh
- 1770 – Ludwig van Beethoven, nhà soạn nhạc người Đức (m. 1827)
- 1778 – Humphry Davy, nhà hóa học và vật lý học người Anh (m. 1829)
- 1797 – Joseph Henry, nhà vật lý học người Mỹ (m. 1878)
- 1829 – Friedrich Franz von Waldersee, sĩ quan quân đội người Đức (m. 1902)
- 1842 – Sophus Lie, nhà toán học người Na Uy (m. 1899)
- 1851 – Otto Schott, nhà hóa học người Đức (m. 1935)
- 1891 – Hồ Thích, triết học gia, tư tưởng gia, giáo dục gia người Trung Quốc (m. 1962)
- 1892 – Phạm Quỳnh, chính trị gia triều Nguyễn Việt Nam (m. 1945)
- 1898 – Nguyễn Thế Truyền, nhà hoạt động chính trị người Việt Nam  (m. 1969)
- 1905 – Simo Hayha, xạ thủ bắn tỉa người Phần Lan (m. 2002)
- 1908 – Willard Libby, nhà hóa học người Mỹ, đoạt giải Nobel (m. 1980)
- 1912 – Bàng Bá Lân, nhà thơ, nhà giáo, nhà nhiếp ảnh người Việt Nam (m. 1988)
- 1925 – Nguyễn Từ Chi, nhà dân tộc học người Việt Nam (m. 1995)
- 1926 – 
  - José Lutzenberger, nhà môi trường học người Brasil (m. 2002)
  - Bùi Giáng, nhà thơ, dịch giả và là nhà nghiên cứu văn học người Việt Nam (m. 1988)
- 1927 – Hoàng Tụy, nhà toán học người Việt Nam.
- 1933 – Triều Dâng, nhạc sĩ người Việt Nam
- 1935 - Trần Văn Nhựt, Chuẩn tướng Quân lực Việt Nam Cộng hòa (Mất 2015)
- 1936 – Giáo hoàng Phanxicô
- 1949 – Sotiris Kaiafas, cầu thủ bóng đá người Síp
- 1961 – Mansoor Al-Jamri, nhà báo và tác gia người Bahrain
- 1972 – Laurie Holden, diễn viên người Mỹ
- 1975 – Milla Jovovich, diễn viên người Ukraina
- 1977 – Oksana Fyodorova, người mẫu, diễn viên và ca sĩ người Nga, Hoa hậu Hoàn vũ
- 1978 – Manny Pacquiao, võ sĩ quyền Anh và chính trị gia người Philippines
- 1981 – Tim Wiese, cầu thủ bóng đá người Đức
- 1982 – Boubacar Sanogo, cầu thủ bóng đá người Bờ Biển Ngà
- 1984 – Hà Anh Tuấn, ca sĩ Việt Nam
- 1987 – Bradley Manning, binh sĩ người Mỹ
- 1988 – Takanashi Rin, diễn viên người Nhật Bản
- 1990 - Lý Quí Khánh, nhà thiết kế thời trang người Việt Nam
- 1991 – Nadech Kugimiya, diễn viên người Thái Lan
- 1998 – Martin Ødegaard, cầu thủ bóng đá người Na Uy
- 2007 – James, thành viên vương thất Anh

## Mất
- 1187 – Giáo hoàng Grêgôriô VIII (s. 1100)
- 1273 – Rumi, luật gia, thần học gia, thi nhân người Ba Tư (s. 1207)
- 1830 – Simón Bolívar, thủ lĩnh quân sự và chính trị gia người Venezuela (s. 1783)
- 1860 – Désirée Clary, vương hậu người Pháp của Quốc vương Karl XIV Johan của Thụy Điển (s. 1777)
- 1881 – Lewis Henry Morgan, nhà lý luận xã hội học người Mỹ (s. 1818)
- 1899 – Nguyễn Phúc Đoan Trinh, phong hiệu Phú Mỹ Công chúa, công chúa con vua Minh Mạng (s. 1821)
- 1907 – William Thomson, nhà vật lý người Ireland (s. 1824)
- 1933 – Thổ-đan Gia-mục-thố, Đạt-lại Lạt-ma thứ 13 của Tây Tạng (s. 1876)
- 1947 – Johannes Nicolaus Brønsted, nhà lý-hóa người Đan Mạch (s. 1879)
- 1964 – Victor Francis Hess, nhà vật lý học người Mỹ gốc Áo, đoạt giải Nobel (s. 1883)
- 1967 – Harold Holt, thủ tướng người Úc (s. 1908)
- 1978 – Thanh Lãng, linh mục, nhà giáo dục, nhà nghiên cứu văn học người Việt Nam (s. 1924)
- 1986 – Guillermo Cano Isaza, nhà báo người Colombia (s. 1925)
- 1991 – Aida Mitsuo, nhà thơ người Nhật (s. 1924)
- 1999 – Văn Phụng nhạc sĩ người Việt Nam-Mỹ (s. 1930)
- 2009 – Jennifer Jones, diễn viên người Mỹ (s. 1919)
- 2011 – Cesária Évora, ca sĩ người Cape Verde (s. 1941)
- 2011  – Kim Jong-il, chính trị gia người Triều Tiên, Lãnh tụ Triều Tiên (s. 1942)

## Những ngày lễ và kỷ niệm
- Ngày Quốc tế Chấm dứt bạo lực đối với người bán dâm